# Enlightenment
Enlightenment, también conocido simplemente como E, es un gestor de ventanas ligero para X11 y Wayland. Uno de sus objetivos es llegar a ser un entorno de escritorio completo. Es muy configurable.
La última versión estable es la E22.4 (DR22), el cual se basa en Enlightenment Foundation Libraries (EFL).

## Características

### E17

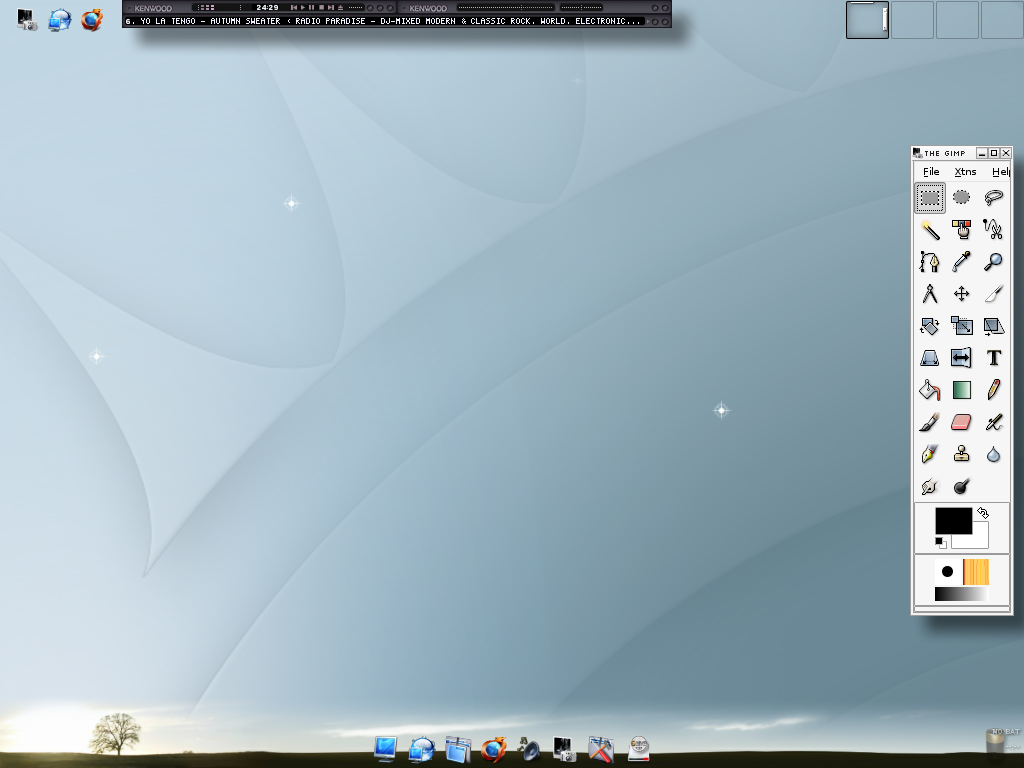
Enlightenment 0.17 en Elive

DR17 no está basado en DR16 sino que ha sido reescrito totalmente. Algunas características son:
- Soporte de temas mediante un sistema de menús y una interfaz de cambio de temas en línea de comandos.
- La parrilla de escritorios virtuales.
- Diseño modular – puede cargar módulos externos desde un paquete separado de 'e-módulos'. Los módulos actuales incluyen un paginador de escritorios, 'iBar', un lanzador de aplicaciones animado, un módulo de sombreado de ventanas, notas de escritorio, un reloj (analógico o digital) y un monitor de carga de la batería.
- Fondos de escritorio animados, ítems de menú, ítems de iBar y widgets de escritorio son posibles.
- Ajustes de sombreado de ventanas, iconizado, maximizado y pegado.
- Combinaciones de teclas personalizables disponibles.
- Soporte para internacionalización.

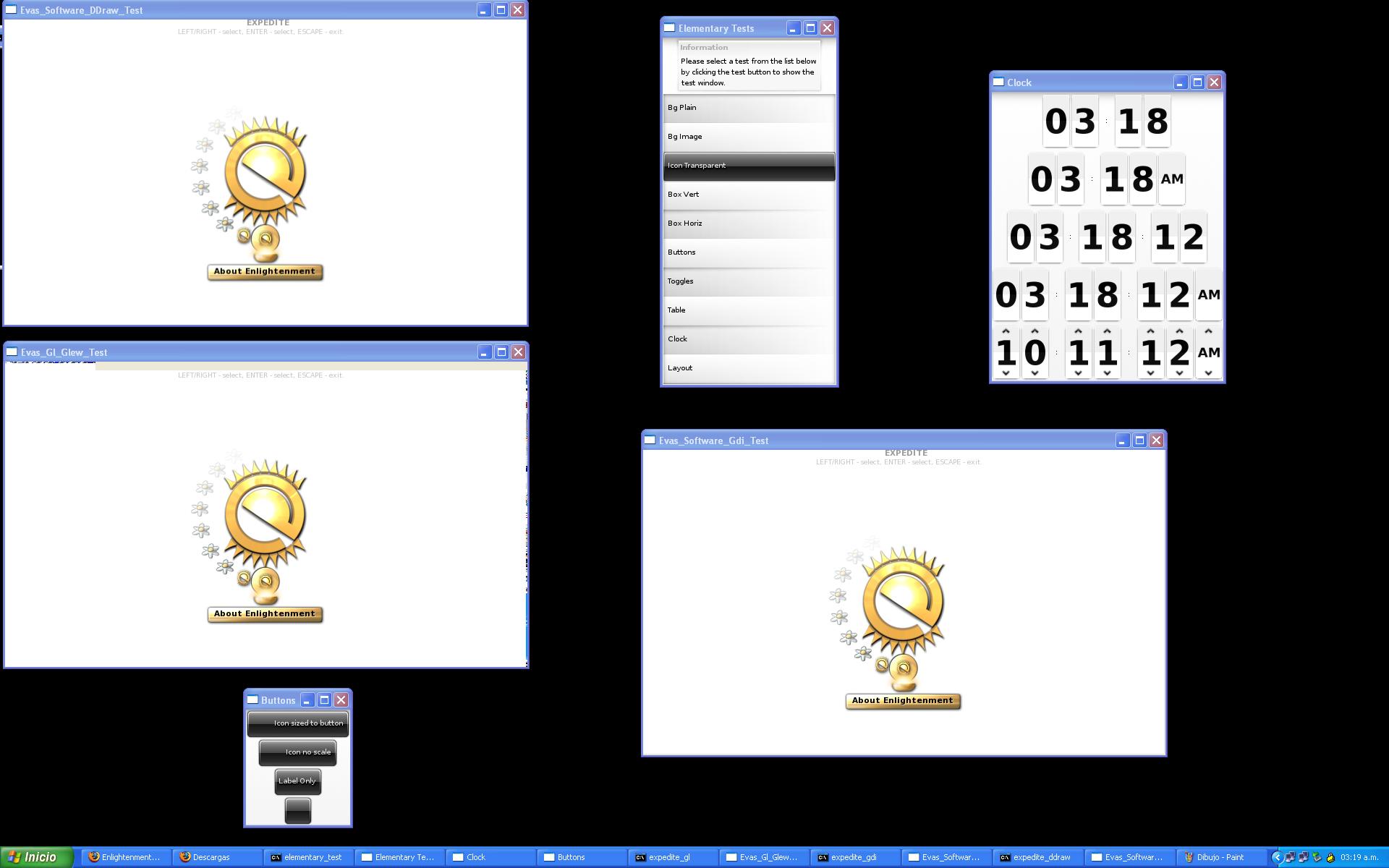
Enlightenment 0.17 en Windows XP

Actualmente es posible ejecutar las EFL (Enlightenment Foundation Libraries) en Windows, el sitio web de Enlightenment 0.17 proporciona un instalador basado en Nullsoft Scriptable Install System. El único Windows que soporta correctamente las librerías es Windows XP. El instalador contiene las siguientes librerías: Evil, Eina, Eet, Evas, Ecore, Embryo, Edje, Elementary, Ewl.
Así como instalar los archivos para desarrolladores (librerías de importación, librerías estáticas, archivos de cabecera y los archivos pkg-config).

### E16

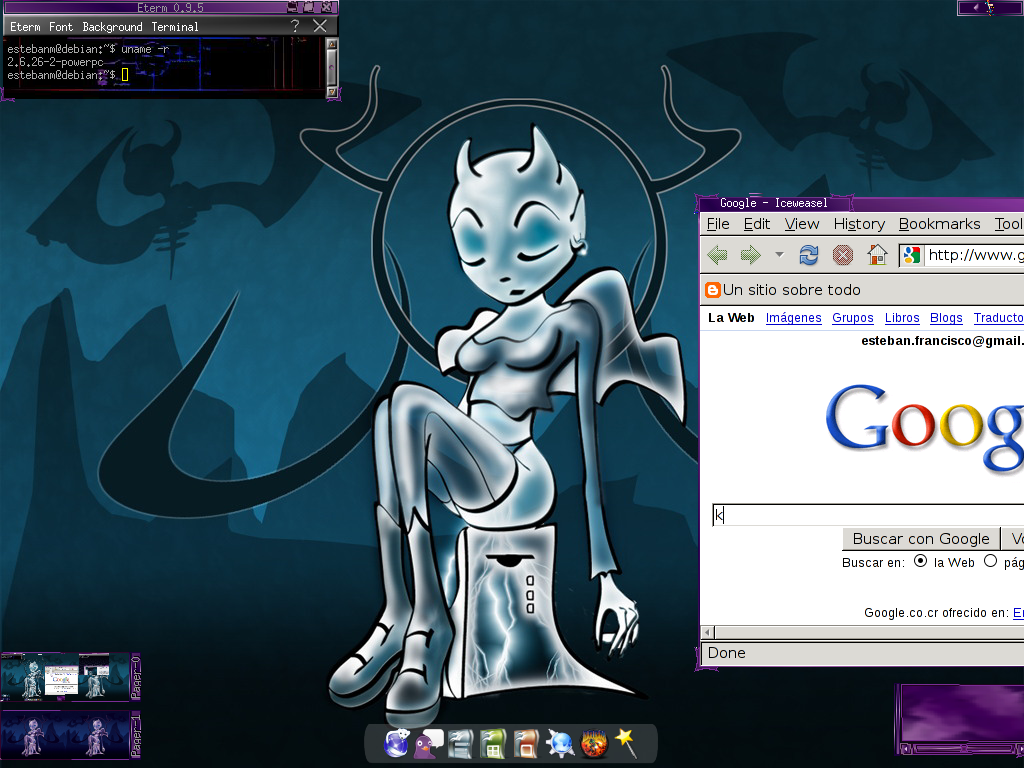
Enlightenment 0.16 en Debian GNU/Linux PowerPC

Algunas de sus características distintivas incluyen:
- Su concepto de escritorio virtual – Enlightenment permite tener una parrilla de espacios de trabajo llamados escritorios virtuales. Para cambiar de escritorio virtual se desplaza el puntero del ratón hasta el borde la pantalla, en donde el escritorio parece deslizarse para mostrar el siguiente. El tamaño máximo de la parrilla es actualmente de 8 por 8 y se pueden tener 32 parrillas (cada una con un fondo distinto), obteniendo un total de 2048 escritorios posibles. El usuario puede habilitar un mapa de los escritorios, en caso de perderse, llamado paginador.
- La barra de arrastre del escritorio – esta permite al escritorio 'deslizarse hacia atrás' para mostrar el escritorio 'inferior'. El equipo de E usa la analogía de una hoja de papel, apilada sobre otra, donde se puede deslizar parcialmente una para revelar la que está debajo.
- Agrupación de ventanas – la capacidad de organizar ventanas en grupos para moverlas, redimensionarlas, cerrarlas, etc. todas a la vez.
- Iconización – reducir las ventanas a un icono, almacenamiento en 'cajas de iconos' que pueden situarse en cualquier posición de la pantalla.
- Capacidad para cambiar los bordes de las ventanas (o eliminar los bordes y las barras de título completamente)
- Los usuarios pueden asignar combinaciones de teclas para acciones como maximizar ventanas, lanzar programas, moverse entre escritorios y mover el cursor del ratón – por tanto hace posible usar Enlightenment exclusivamente con el teclado. e16keyedit es un programa gráfico para simplificar la creación de combinaciones de teclas.

Uno de los objetivos de un gestor de ventanas es ser tan configurable como sea posible y, para ello, se incluyen diálogos de personalización fáciles de usar para los ajustes de focalización, el movimiento de las ventanas, los ajustes de redimensionado, agrupación y posicionamiento, el audio, los escritorios múltiples, los fondos de escritorio, el paginador, las ayudas y los ajustes de autoalzado. También se incluye un diálogo para los efectos especiales, incluyendo un efecto de 'oleaje' en el escritorio.

## Desarrolladores
Principales
- Carsten "Rasterman" Haitzler – desarrollador principal
- Kim "kwo" Woelders – mantenedor de E16
- Hisham "CodeWarrior" Mardam Bey[4]
- Christopher "devilhorns" Michael

Retirados
- Geoff "Mandrake" Harrison[5]